# Zespół Zimmermanna-Labanda

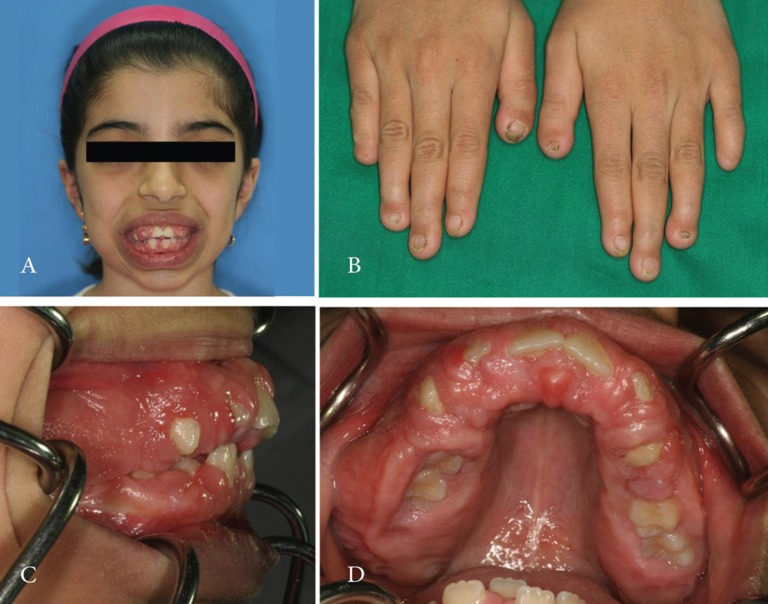

Zespół Zimmermanna-Labanda (ang. Zimmerman-Laband syndrome) – rzadka choroba genetyczna, dziedziczona autosomalnie dominująco, o niejasnej etiologii. Na fenotyp zespołu składają się fibromatoza (włókniakowatość) dziąseł, hipoplazja dystalnych paliczków palców, dysplazja paznokci, nadmierna ruchomość stawów, i niekiedy hepatosplenomegalia. Chorobę opisali niezależnie od siebie amerykański dentysta Peter F. Laband (1900-) i wsp. oraz niemiecki anatom Karl Wilhelm Zimmermann (1861-1935), termin zespołu Zimmermanna-Labanda wprowadził Carl Jacob Witkop w 1971 roku.